# Аспиналл, Том
То́мас По́л А́спиналл (англ. Thomas Paul Aspinall; род. 11 апреля 1993 года, Ли, Большой Манчестер, Англия, Великобритания) — английский боец смешанных единоборств, представитель тяжёлой весовой категории. Известен по участию в турнирах UFC. Действующий чемпион UFC в тяжёлом весе. Занимает 9 строчку официального рейтинга UFC среди лучших бойцов независимо от весовой категории (англ. pound-for-pound).

## Биография
Аспиналл пошел по стопам своего отца, начав заниматься боевыми искусствами в возрасте 10 лет в секции самообороны в родном Ли, Большой Манчестер. После тренировок по борьбе и боксу, Том перешёл на бразильское джиу-джитсу. Он выиграл Открытый чемпионат Великобритании по бразильскому джиу-джитсу во всех классах поясов, кроме чёрного пояса. 
После того, как его отец стал тренером по джиу-джитсу в зале Team Kaobon, Том заинтересовался смешанными единоборствами и в конце концов перешел в этот вид спорта. Через год после окончания школы в 16 лет Аспиналл сильно вырос в своей антропометрии — он прибавил в росте со 173 см до 196 см.

## Карьера в смешанных единоборствах

### Ранняя карьера
Аспиналл дебютировал по профессионалам в 2014 году и в основном дрался в местных организация, преимущественно в BAMMA. За два года он записал на свой актив рекорд 6-2.
После перерыва в 2,5 года в профессиональных смешанных единоборствах, Аспиналл подписал контракт на пять боев с Cage Warriors. Тому также был предложен контракт с Ultimate Fighting Championship, но он не чувствовал себя готовым к организации и впоследствии отказался от него. 
После двух быстрых финишей в Cage Warriors в первых раундах над французами Софьяном Букичу и Микаэлем Бен Амудой, он в конце концов подписал контракт с UFC.

### Ultimate Fighting Championship
21 марта 2020 года должен был состояться дебют Тома в организации на лондонском турнире UFC Fight Night: Вудли vs. Эдвардс против Рафаэла Пессоа, но бразилец выбыл из-за травмы и его должен был заменить Джейк Коллье. Турнир был отменен из-за пандемии COVID-19, но соперники встретились 25 июля того же года в Абу-Даби на турнире UFC on ESPN: Уиттакер vs. Тилл. Аспиналл нокаутировал американца за 45 секунд и был награжден денежным бонусом за «Выступление вечера».
11 октября 2020 года на турнире UFC Fight Night: Мораис vs. Сэндхэген должен был выступить против Сергея Спивака, но молдавский боец выбыл по неназванным причинам и против Аспиналла вышел дебютант француз Алан Боду. Том вновь нокаутировал своего уже второго оппонента за 45 секунд там же — в Абу-Даби.
20 февраля 2021 года на турнире UFC Fight Night: Блейдс vs. Льюис в Лас-Вегасе встретился с бывшим чемпионом тяжёлого веса Андреем Орловским. Аспиналл задушил белоруса со спины во втором раунде и получил второй бонус за «Выступление вечера».
4 сентября 2021 года на турнире UFC Fight Night: Брансон vs. Тилл должен был встретиться с Сергеем Павловичем, но россиянин не смог прилететь в США из-за проблем с визой и его заменил Сергей Спивак. Встречу бойцов удалось организовать со второй попытки и Аспиналл нокаутировал соперника в середине первого раунда. За это он удостоился третьего бонуса за «Выступление вечера».
19 марта 2022 года подрался впервые на глазах родной лондонской публики в главном событии турнира UFC Fight Night: Волков vs. Аспиналл. Изначально соперником Тома должен был стать Шамиль Абдурахимов, но тот встретился с Сергеем Павловичем и его заменил другой россиянин — Александр Волков. Аспиналл победил прямым рычагом локтя, и третий раз подряд — был награжден бонусом за «Выступление вечера».
23 июля 2022 года впервые проиграл в организации в главном событии турнира UFC Fight Night: Блейдс vs. Аспиналл. После лоу-кика по ноге Кёртиса Блейдса на 15 секунде, Аспиналл упал на канвас, держась за колено и не смог продолжить бой из-за травмы.

#### Бой с Тыбурой
22 июля 2023 года Том вернулся после травмы и в третий раз подряд возглавил турнир в Лондоне. Ему в главном событии UFC Fight Night: Аспиналл vs. Тыбура противостоял поляк Марчин Тыбура. Аспиналл начал бой с мощного хайкика который хоть и попал в защиту, но успел откинуть поляка к самой сетке, Тыбура выбрасывал одиночные размашистые удары. Ближе к концу первой минуты британец правым прямым роняет Тыбуру и после скоротечного добивания рефери останавливает бой. Британец получил свой пятый бонус за «Выступление вечера».

#### Бой за временный титул UFC
11 ноября 2023 года в номерном турнире UFC 295, который прошел на арене «Мэдисон Сквер Гарден» в Нью-Йорке, встретился с российским проспектом-нокаутером Сергеем Павловичем (18-1) за временный титул UFC. Оба стали заменой чемпионского боя Джонс — Миочич после того, как он сорвался из-за разрыва мышц плеча у действующего чемпиона Джонса. Оба бойца приняли бой на коротком уведомлении — за 2 с половиной недели до UFC 295. Бой закончился  на 69-й секунде нокаутом и победой Аспинала.

#### Реванш с Блейдсом
27 июля 2024 года в Манчестере (Англия) победил быстрым нокаутом в реванше американца Кёртиса Блэйдса на номерном турнире UFC 304. Поединок состоялся в рамках основного карда. Главным событием вечера стал титульный поединок в полусредней весовой категории между действующим чемпионом Леоном Эдвардсом и Белалом Мухаммадом.

## Титулы и достижения
Ultimate Fighting Championship
- Бонус за «Выступление вечера» (семь раз): против Джейка Коллье, Андрея Орловского, Сергея Спивака, Александра Волкова, Марчина Тыбуры, Сергея Павловича, Кёртиса Блейдса.
- Чемпион UFC

## Статистика в профессиональном ММА
| Боёв 18          | Побед 15 | Поражений 3 |
| ---------------- | -------- | ----------- |
| Нокаутом         | 12       | 1           |
| Сдачей           | 3        | 1           |
| Дисквалификацией | 0        | 1           |

| Результат | Рекорд | Соперник          | Способ                                         | Турнир                                | Дата             | Раунд | Время | Место                         | Примечание |
| --------- | ------ | ----------------- | ---------------------------------------------- | ------------------------------------- | ---------------- | ----- | ----- | ----------------------------- | --- |
| Победа    | 15-3   | Кёртис Блейдс     | Нокаут (удары)                                 | UFC 304                               | 27 июля 2024     | 1     | 1:00  | Лондон, Великобритания        | Защитил (1) пояс временного чемпиона UFC в тяжёлом весе, позже объявлен бесспорным чемпионом. «Выступление вечера» (7) |
| Победа    | 14-3   | Сергей Павлович   | Нокаут (удары)                                 | UFC 295                               | 11 ноября 2023   | 1     | 1:09  | Нью-Йорк, США                 | Завоевал пояс временного чемпиона UFC в тяжёлом весе. «Выступление вечера» (6)                                         |
| Победа    | 13-3   | Марчин Тыбура     | Технический нокаут (удар локтем и добивание)   | UFC Fight Night: Аспиналл vs. Тыбура  | 22 июля 2023     | 1     | 1:13  | Лондон, Великобритания        | «Выступление вечера» (5)                                                                                               |
| Поражение | 12-3   | Кëртис Блейдс     | Технический нокаут (травма колена)             | UFC Fight Night: Блейдс vs. Аспиналл  | 23 июля 2022     | 1     | 0:15  | Лондон, Великобритания        | |
| Победа    | 12-2   | Александр Волков  | Болевой приём (прямой рычаг локтя)             | UFC Fight Night: Волков vs. Аспиналл  | 19 марта 2022    | 1     | 3:45  | Лондон, Великобритания        | «Выступление вечера» (4)                                                                                               |
| Победа    | 11-2   | Сергей Спивак     | Технический нокаут (удар локтем и добивание)   | UFC Fight Night: Брансон vs. Тилл     | 4 сентября 2021  | 1     | 2:30  | Лас-Вегас, Невада, США        | «Выступление вечера» (3)                                                                                               |
| Победа    | 10-2   | Андрей Орловский  | Удушающий приём (сзади)                        | UFC Fight Night: Блейдс vs. Льюис     | 20 февраля 2021  | 2     | 1:09  | Лас-Вегас, Невада, США        | «Выступление вечера» (2)                                                                                               |
| Победа    | 9-2    | Алан Боду         | Технический нокаут (удары локтями и руками)    | UFC Fight Night: Мораис vs. Сэндхэген | 10 октября 2020  | 1     | 1:35  | Абу-Даби, ОАЭ                 | |
| Победа    | 8-2    | Джейк Коллье      | Технический нокаут (удар коленом и добивание)  | UFC on ESPN: Уиттакер vs. Тилл        | 25 июля 2020     | 1     | 0:45  | Абу-Даби, ОАЭ                 | Дебют в UFC. «Выступление вечера»                                                                                      |
| Победа    | 7-2    | Микаэль Бен Амуда | Технический нокаут (удары)                     | Cage Warriors 107                     | 28 сентября 2019 | 1     | 0:56  | Ливерпуль, Великобритания     | |
| Победа    | 6-2    | Софьян Букишу     | Технический нокаут (травма ноги)               | Cage Warriors 101                     | 16 февраля 2019  | 1     | 1:21  | Ливерпуль, Великобритания     | |
| Победа    | 5-2    | Камил Базелак     | Нокаут (удар)                                  | Full Contact Contender 17             | 18 июня 2016     | 1     | 1:16  | Болтон, Великобритания        | |
| Поражение | 4-2    | Лукаш Паробиец    | Дисквалификация (запрещённые удары локтями)    | BAMMA 25: Champion vs. Champion       | 14 мая 2016      | 2     | 3:33  | Бирмингем, Великобритания     | |
| Победа    | 4-1    | Эдриен Раскак     | Технический нокаут (удары)                     | Full Contact Contender 15             | 12 марта 2016    | 1     | 1:05  | Болтон, Великобритания        | |
| Поражение | 3-1    | Стюарт Остин      | Болевой приём (скручивание пятки)              | BAMMA 21: DeVent vs. Kone             | 13 июня 2015     | 2     | 3:59  | Бирмингем, Великобритания     | |
| Победа    | 3-0    | Сатиш Джамай      | Технический нокаут (удары)                     | BAMMA 19: Petley vs. Stapleton        | 28 марта 2015    | 1     | 0:09  | Блэкпул, Великобритания       | |
| Победа    | 2-0    | Рики Кинг         | Болевой приём (скручивание пятки)              | BAMMA 18: Duquesnoy vs. Klaczek       | 21 февраля 2015  | 1     | 0:49  | Вулверхэмптон, Великобритания | |
| Победа    | 1-0    | Михаил Пищек      | Технический нокаут (сдача от ударов в партере) | MMA Versus UK 1                       | 13 декабря 2014  | 1     | 0:20  | Манчестер, Великобритания     | Дебют в тяжёлом весе в ММА                                                                                             |